# افغانستان در بازی‌های آسیایی ۱۹۷۴
 افغانستان در بازی‌های آسیایی تهران که از دهم تا بیست و پنجم شهریور ۱۳۵۳ (یکم تا شانزدهم سپتامبر ۱۹۷۴) در تهران پایتخت ایران برگزار شد شرکت کرد. ورزشکاران افغانستان در پایان مسابقات با کسب یک مدال برنز در جدول مدال ها در رتبه ۱۹ قرار گرفتند. 